# Macon, Georgia
Macon är en stad i Bibb County i delstaten Georgia i USA med 97 255 invånare (2000). Rockbandet Allman Brothers Band bildades i denna stad. Det är även Little Richards födelsestad, och Otis Redding växte upp och påbörjade sin musikkarriär här. Rapparen Young Jeezy kommer även här ifrån. 
Mercer University grundades 1833, och här finns även bland annat en blindskola. Macon var tidigare främst känt för sin bomullsindustri, samt tillverkning av järnvägsvagnar, konstgödsel och lantbruksmaskiner.